# Maruque
Maruque é um distrito do município brasileiro de Itaberá, no interior do estado de São Paulo.

## História

### Formação administrativa
- Lei nº 1607 de 06/03/1996 - Dispõe sobre a criação do distrito de Maruque no município de Itaberá[3].